# Megadontosuchus
Megadontosuchus — вимерлий моновидовий рід гавіалоїдних крокодилів, який традиційно вважається членом Tomistominae, із середнього еоцену Італії. Скам'янілості були знайдені в Монте-Дуелло в провінції Верона. Наразі рід є монотипним, з типом і єдиним видом є Megadontosuchus arduini. Спочатку вид був названий у 1880 році, хоча його віднесли до роду Crocodilius (тепер пишеться як Crocodylus). Рід вперше був виділений палеонтологом Чарльзом К. Муком у 1955 році разом із родом Kentisuchus, який також був вперше класифікований як Crocodilius. Жоден голотип для Megadontosuchus не був визначений у 1880 році, а лектотип не був запропонований до 2007 року.
Megadontosuchus відрізняється від інших традиційних «томістомінів» тим, що він має міцніший рострум, дуже великі зуби (звідси загальна назва, що означає «великозубий крокодил») і великі надскроневі фенестри на таблиці черепа.